# Estádio Roberto Góis
O Estádio Roberto Góis é um estádio de futebol localizado na cidade de Riachão do Dantas, no estado de Sergipe, pertence ao Governo Municipal e tem capacidade para 2.000 pessoas.